# Języki Indii

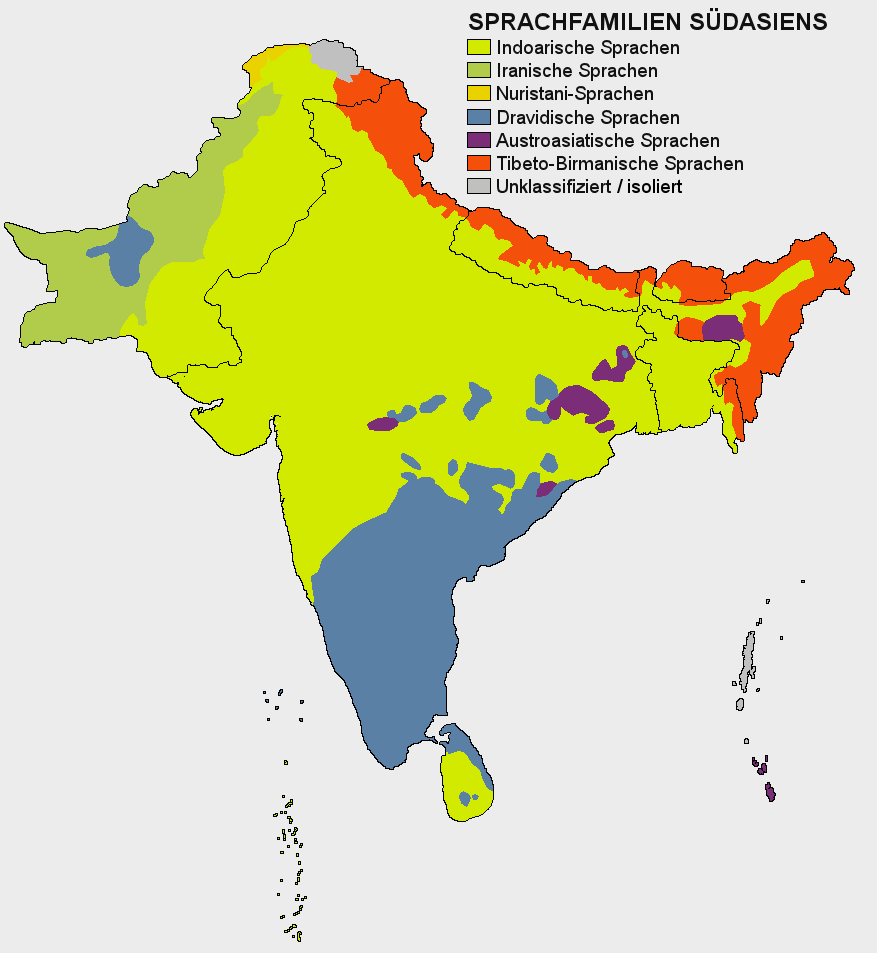
Główne rodziny językowe w Indiach

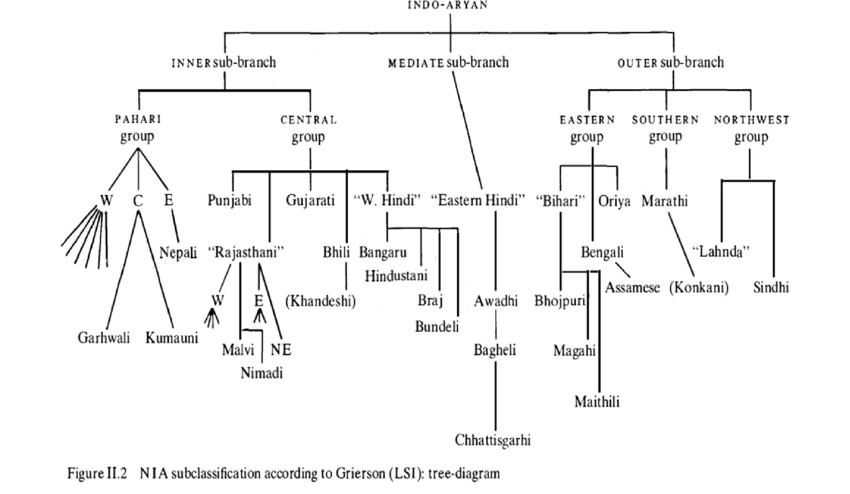
Tabela klasyfikacji języków indoaryjskich w Indiach

Języki Indii – języki używane na obszarze Indii.
Zgodnie z danymi SIL (Ethnologue) na terenie Indii funkcjonuje 415 języków. Różne instytucje stosują odmienne zasady ich klasyfikacji.
Badania statystyczne przeprowadzone w ramach ostatniego spisu powszechnego (Census of India 2001) stosowały dość płynne kryterium tzw. mother tongue (dialektu/języka używanego w dzieciństwie), oraz maksymalnie dwóch innych języków (languages), znanych respondentowi. (Około 20% Hindusów posługuje się co najmniej dwoma językami.) Wychodząc od 6661 nazw języków/dialektów (mother tongues) podanych przez respondentów, po ich analizie i tzw. racjonalizacji (niektóre języki/dialekty mogą mieć po kilka określeń) zredukowano liczbę mother tongues do 1635, pogrupowanych w 122 languages.
Niektóre z mother tongues to bardzo drobne języki plemienne, np. rodzina tybeto-birmańska na terenie Indii liczy ponad 200 języków typu mother tongues, których użytkownicy razem wzięci nie przekraczają 1% ludności Indii. Z drugiej strony inne mother tongues mogą liczyć dziesiątki milionów użytkowników, a mimo to nie uzyskać statusu języka (language). Tak stało się np. w przypadku języka bhodźpuri, który został włączony do języka hindi, chociaż
wielu użytkowników tego języka twierdziło, że nie zna hindi.

## Rodziny językowe w Indiach
Języki używane w Indiach można podzielić na sześć głównych rodzin:
1. Rodzina indoeuropejska (574 mother tongues, 73% mieszkańców Indii)[3]Jest to największa z rodzin językowych, dzieląca się na dwie podgrupy – języki indoaryjskie i języki dardyjskie. W pierwszej z tych grup odnajdujemy m.in. języki staroindoaryjskie (język wedyjski oraz sanskryt), języki średnioindoaryjskie (wśród nich różnorodne prakryty) oraz ogromną grupę języków nowoindoaryjskich (do nich należy m.in. hindi, urdu, bengalski, pendżabski etc.).
2. Rodzina drawidyjska (153 mother tongues, 24% mieszkańców)W tej rodzinie wyróżnia się grupę południową (tamilski, kannada, malajalam, toda), południowo-zachodnią (tulu), południowo-wschodnią (telugu), centralną (kolami), gondwańską (gondi), północno-wschodnią (kurukh, oraon) oraz grupę północno-zachodnią (brahui).
3. Rodzina austroazjatycka (65 mother tongues, ok. 6 mln)Wyróżnia się w jej obrębie grupę języków mundajskich (munda) oraz mon-khmer. Część języków z tej rodziny nie posiada własnego pisma.
4. Rodzina tybeto-birmańska (226 mother tongues, 0,73%)W Indiach dzieli się na trzy gałęzie: tybetańsko-himalajską (m.in. balti, ladakhi, język newarski, język tybetański), północno-asamską oraz asamsko-birmańską (m.in. bodo, garo, manipuri, mizo). Językami tymi posługują się przede wszystkim mieszkańcy Indii północno-zachodnich oraz północno-wschodnich, Sikkimu, Bhutanu, i Nepalu.
5. Rodziny wielkoandamańska i ongijskaAutochtoniczne języki mieszkańców Andamanów – zob. języki andamańskie.
6. Język nihali Używany przez nieliczne grupy w centralnych Indiach; nie należy do żadnej z wymienionych wyżej rodzin, jest klasyfikowany jako język izolowany.

## Języki Indii mające ponad milion użytkowników
| Ranking | Język      | Spis powszechny 2001 (ludność ogółem 1004,59 miliona) | Spis powszechny 1991 (ludność ogółem 838,14 miliona) |
| ------- | ---------- | ----------------------------------------------------- | ---------------------------------------------------- |
| 1.      | hindi      | 422 048 642 (41,03%)                                  | 337 272 114 (40,0%)                                  |
| 2.      | bengalski  | 83 369 769 (8,11%)                                    | 69 595 738 (8,30%)                                   |
| 3.      | telugu     | 74 002 856 (7,37%)                                    | 66 017 615 (7,87%)                                   |
| 4.      | marathi    | 71 936 894 (6,99%)                                    | 62 481 681 (7,45%)                                   |
| 5.      | tamilski   | 60 793 814 (5,91%)                                    | 53 006 368 (6,32%)                                   |
| 6.      | urdu       | 51 536 111 (5,01%)                                    | 43 406 932 (5,18%)                                   |
| 7.      | gudźarati  | 46 091 617 (4,48%)                                    | 40 673 814 (4,85%)                                   |
| 8.      | kannada    | 37 924 011 (3,69%)                                    | 32 753 676 (3,91%)                                   |
| 9.      | malajalam  | 33 066 392 (3,21%)                                    | 30 377 176 (3,62%)                                   |
| 10.     | orija      | 33 017 446 (3,21%)                                    | 28 061 313 (3,35%)                                   |
| 11.     | pendżabski | 29 102 477 (2,83%)                                    | 23 378 744 (2,79%)                                   |
| 12.     | asamski    | 13 168 484 (1,28%)                                    | 13 079 696 (1,56%)                                   |
| 14.     | maithili   | 12 179 122 (1,18%)                                    |                                                      |
| 15.     | bhili      | 9 582 957 (0,95%)                                     | 5 572 308 (0,665%)                                   |
| 16.     | santali    | 6 469 600 (0,64%)                                     | 5 216 325 (0,622%)                                   |
| 17.     | kaszmirski | 5 527 698                                             |                                                      |
| 18.     | gondi      | 2 713 790 (0,27%)                                     | 2 124 852 (0,253%)                                   |
| 19.     | sindhi     | 2 535 485 (0,25%)                                     | 2 122 848 (0,248%)                                   |
| 20.     | konkani    | 2 489 015 (0,24%)                                     | 1 760 607 (0,210%)                                   |
| 21.     | dogri      | 2 282 589 (0,22%)                                     |                                                      |
| 22.     | khandesi   | 2 075 258 (0,21%)                                     |                                                      |
| 23.     | kurukh     | 1 751 489 (0,17%)                                     | 1 426 618 (0,170%)                                   |
| 24.     | tulu       | 1 722 768 (0,17%)                                     | 1 552 259 (0,185%)                                   |
| 25.     | meitei     | 1 466 705 (0,14%)                                     | 1 270 216 (0,151%)                                   |
| 26.     | bodo       | 1 350 478 (0,13%)                                     | 1 221 881 (0,146%)                                   |
| 27.     | khasi      | 1 128 575 (0,112%)                                    |                                                      |
| 28.     | mundari    | 1 061 352 (0,105%)                                    |                                                      |
| 29.     | ho         | 1 042 724 (0,103%)                                    |                                                      |

## Języki w mediach masowych
Na terenie Indii ukazują się gazety w 87 językach. Programy radiowe nadawane są w 24 językach bhasza i 146 „dialektach” boli (dialektami nazywane są w Indiach również języki głównie mówione, bez tradycji piśmienniczych). Filmy produkuje się w 15 językach.